# Валя-де-Сус
Валя-де-Сус (рум. Valea de Sus) — село у повіті Біхор в Румунії. Входить до складу комуни Кимпань.
Село розташоване на відстані 363 км на північний захід від Бухареста, 74 км на південний схід від Ораді, 85 км на захід від Клуж-Напоки, 132 км на північний схід від Тімішоари.

## Населення
За даними перепису населення 2002 року у селі проживали 326 осіб, усі — румуни. Усі жителі села рідною мовою назвали румунську.